# Live On
Live On é o terceiro álbum de estúdio do guitarrista de blues estadunidense Kenny Wayne Shepherd.
O álbum, lançado em 1999, atingiu vendagem de ouro em 2000.

## Faixas
Todas as canções foram compostas por Kenny Wayne Shepherd, exceto onde notificado.
1. "In 2 Deep" – 3:15
2. "Was" – 4:00
3. "Them Changes" (Buddy Miles) – 3:19
4. "Last Goodbye" – 4:33
5. "Shotgun Blues" – 4:49
6. "Never Mind" – 3:58
7. "You Should Know Better" – 4:12
8. "Every Time It Rains" – 3:46
9. "Oh Well" (Peter Green) – 3:37
10. "Wild Love" – 3:42
11. "Losing Kind" – 4:31
12. "Live On" – 4:35
13. "Where Was I?" – 3:30
14. "Electric Lullaby" – 3:12

## Paradas Musicais
Álbum - Billboard (North America)
| Ano  | Paradas Musicais  | Posição |
| ---- | ----------------- | ------- |
| 1999 | The Billboard 200 | 52      |

Singles - Billboard (North America)
| Ano  | Single         | Paradas Musicais       | Posição |
| ---- | -------------- | ---------------------- | ------- |
| 1999 | "In 2 Deep"    | Mainstream Rock Tracks | 5       |
| 2000 | "Was"          | Mainstream Rock Tracks | 9       |
| 2000 | "Last Goodbye" | Mainstream Rock Tracks | 14      |